# Abu Naddara Yakub ben Rafail Sanu
Abu Naddara Yakub ben Rafail Sanu (àrab: يعقوب روفائيل صنوع, Yaʿqūb Rūfāʾīl Ṣanūʿ), conegut com a James Sanua o Jacques Sanua (el Caire, 1839 - ?, 1912), fou un periodista i escriptor egipci de religió jueva.
El 1878 es va haver d'expatriar per criticar el kediv però va continuar publicant la seva revista Abu Naddara Zarla (L'home de les ulleres verdes) des de París i la va fer entrar clandestinament a Egipte. Els seus escrits van influir en la revolta egípcia d'Urabi Paixà (1882). Després del fracàs de la revolta va criticar als anglesos i els egipcis que n'eren favorables.